# Chryzostom (Bakomitros)
Chryzostom, imię świeckie Jeorjos Bakomitros (ur. 24 kwietnia 1950 na wyspie Egina, zm. 4 listopada 2016) – grecki duchowny prawosławny, biskup Ukraińskiego Kościoła Prawosławnego Patriarchatu Kijowskiego.

## Życiorys
Absolwent wydziału teologicznego Uniwersytetu Ateńskiego. W wieku dziewiętnastu lat złożył wieczyste śluby mnisze w monasterze Agathomos w Ipati. Święcenia diakońskie przyjął z rąk metropolity ftiotydzkiego Damaskina, zaś kapłańskie - z rąk metropolity attyckiego Doroteusza. Przez trzydzieści lat służył w różnych prawosławnych parafiach w Atenach, przez kilka lat był duchownym Patriarchatu Aleksandryjskiego. Na własną prośbę przeszedł z niego do niekanonicznego Ukraińskiego Kościoła Prawosławnego Patriarchatu Kijowskiego.
Po śmierci metropolity korsuńskiego, egzarchy patriarchy kijowskiego i całej Rusi-Ukrainy w Grecji Tymoteusza w 2004 został jego następcą. Nominację biskupią, na biskupa chersoneskiego, otrzymał 12 maja 2005. 14 maja 2005 w soborze św. Włodzimierza w Kijowie miała miejsce jego chirotonia biskupia.